# Marguerite de Brabant (1323-1380)
Pour les articles homonymes, voir Marguerite de Brabant (homonymie) et Brabant.
Titre
Comtesse de Flandre
Comtesse de Nevers
Comtesse de Rethel
1er juillet 1347 – 27 avril 1380
(32 ans, 9 mois et 26 jours)
Marguerite de Brabant (9 février 1323 – v. 27 avril 1380) est la seconde fille du duc Jean III de Brabant et de Marie d'Évreux. Elle épouse en 1347 Louis II de Male, comte de Flandre, de Nevers et de Rethel. De leur union est issue une fille, Marguerite, seule héritière du couple.
En 1368, Marguerite de Brabant disparait de la scène politique pour des raisons encore obscures. Elle part pour le comté de Rethel à la fin de 1371 où elle demeure recluse. Elle meurt peu avant le 27 avril 1380 dans la forteresse de Château-Regnault,.
À la mort de son époux, leur gendre Philippe le Hardi organise en leur honneur de grandes funérailles les 29 février et 1er mars 1384 à la collégiale Saint-Pierre de Lille. À cette occasion, le corps de Marguerite de Brabant est rapatrié à Lille et enterré au côté de celui de son époux en la cathédrale Notre-Dame-de-la-Treille.

## Descendance
De son mariage avec Louis II de Flandre, Marguerite de Brabant a une fille :
- Marguerite III (13 avril 1350 – 16 mars 1405), veuve de Philippe de Rouvres en 1361, épouse en 1369 Philippe le Hardi, qui a reçu de son père, le roi de France Jean II le Bon, en 1363, le duché de Bourgogne.